# Christopher Wren
Sir Christopher Wren (20 tháng 10 1632 - 25 tháng 2 năm 1723) là một kiến trúc sư, một nhà thiết kế, nhà thiên văn học và hình học người Anh thế kỷ 17. Ông được coi kiến trúc sư vĩ đại nhất nước Anh thời kỳ đó. Wren đã thiết kế 53 nhà thờ ở London, bao gồm Thánh đường St Paul cũng như rất nhiều công trình lâu đời khác. Ông cũng là người sáng lập ra Hội Hoàng gia (làm chủ tịch từ 1680-1682). Các công trình khoa học của Wren được Isaac Newton và Blaise Pascal đánh giá rất cao.